# Painkiller (videogioco)
Painkiller è un videogioco di tipo sparatutto in prima persona sviluppato da People Can Fly e pubblicato da DreamCatcher Interactive nel 2004 per PC.

## Trama
Daniel Garner e la moglie Catherine, mentre si recavano in un ristorante per festeggiare il loro anniversario si scontrano con un furgone che sbanda e colpisce frontalmente l'auto su cui viaggiano i coniugi, uccidendoli entrambi. Daniel si troverà in Purgatorio alla presenza di Samaele, un angelo inviato da Dio in persona, chiedendogli di affrontare Lucifero, che sta preparando un esercito di dannati destinato a distruggere il Paradiso; per questo Dio desidera che lui uccida i generali dell'esercito di Lucifero, in modo che le armate si disperdano. In cambio, Daniel sarà redento e potrà varcare i cancelli celesti e ricongiungersi con Catherine.
Daniel accetta con delle riserve: vorrebbe conoscere il motivo della sua permanenza in Purgatorio, cosa che lo tormenterà per tutta la durata del gioco, ma Samaele risponde vagamente e lo lascia. Intraprende il suo viaggio nei meandri del Purgatorio, uccidendo numerosi servi dell'Inferno e distruggendo il primo dei generali. Al termine della battaglia, mentre riflette sulla prossima mossa, fa conoscenza con Eva; grazie a lei, Daniel può ritrovare la strada e continuare la sua missione. Daniel infine affronterà Alastor, il primo generale di Lucifero, che riuscirà a sconfiggere grazie all'aiuto di Asmodeo, un demone convertito ma che si rivelerà essere Lucifero stesso. Dopo aver rivelato le sue intenzioni, Lucifero rapisce Eva e fugge all'Inferno. Samaele riappare a Daniel e gli comunica la riuscita della sua missione e lo invita a seguirlo per poter varcare i cancelli del Paradiso. Daniel, infuriato dalla fuga di Lucifero e alterato dal prolungato contatto con le anime dei dannati, decide di rinunciare al suo premio e di inseguire Lucifero. Samaele gli indica a malincuore il passaggio per l'Inferno e Daniel riparte.
Attraversate le terre di confine fra il Purgatorio e l'Inferno, Daniel raggiunge il cuore del regno degli inferi e affronta Lucifero in una landa devastata dalla somma di tutti i conflitti e le guerre della storia, infestata dalle anime dei dannati. Alla fine del titanico scontro, Daniel in forma demoniaca trafigge Lucifero con la sua stessa spada e pone fine al suo dominio sull'Inferno. Ma quando Daniel è ormai sicuro di aver sopraffatto Lucifero, riapparirà Alastor al comando di una schiera di demoni; egli non era morto, essendo stato abbattuto nel Purgatorio. Ora può assumere lui il titolo e i poteri di Signore dell'Inferno e guidare le armate dei dannati contro le porte del Paradiso, non più ostacolato da Lucifero, il quale si era infatti invaghito di Eva e non voleva attaccare fintanto che non la avesse posseduta.

## Modalità di gioco
Il gameplay è fortemente impostato sull'azione diretta ed immediata; il gioco - che segue un percorso più o meno lineare affrontando orde di demoni e mostri deformi - si svolge attraverso numerosi livelli estremamente variegati: si passa da un monastero in rovina a un manicomio, da un cimitero ad una cittadella medievale devastata dalla peste, fino ad impianti industriali di stampo sovietico. Ogni sezione (capitolo) termina con lo scontro con un boss, solitamente di stazza e potenza superiore alla media. È prevista infine la modalità multiplayer.

### Armi
In Painkiller ci sono cinque armi, ognuna delle quali dotata di due modalità di fuoco che possono essere impiegate separatamente o combinate.

#### Painkiller
Arma che utilizza delle lame rotanti; il fuoco primario le fa dispiegare e roteare da un motore, mentre la modalità secondario permette di lanciare il volano su cui sono fissate consentendo di trafiggere l'avversario che si sta fronteggiando, oppure conficcare le lame su qualsiasi superficie. Se si lancia il volano mentre le lame sono ferme, il Painkiller si genera un raggio di luce che ustiona qualsiasi avversario che vi transiti attraverso. Combinando le due modalità (usando il fuoco primario e poi usando il fuoco secondario), si può lanciare il volano una volta messe in rotazione le lame. Il proiettile scagliato smembrerà ogni nemico che si troverà lungo il percorso, per poi ritornare al mittente dopo una ventina di metri di volo. Non tutti i nemici subiscono danni dal Painkiller: alcuni demoni o mostri che indossano armature particolari o molto resistenti possono essere colpiti senza subire danni.

#### Fucile a pompa
Il fuoco primario consiste in una salva da due colpi caricati a pallettoni. Il fuoco secondario spara una cartuccia che congela istantaneamente il bersaglio. Una volta congelato, l'obiettivo non si può più muovere e non può combattere. Inoltre diventa vulnerabile a qualsiasi altra arma, dalla quale viene distrutto da un unico colpo. La cartuccia congelante non funziona contro i mostri più grossi e sui boss.

#### Lanciapaletti
Consiste in una balestra pneumatica che scaglia paletti di frassino a distanza media, provocando una quantità notevole di danni. Se sfruttata a dovere, quest'arma può coprire le lunghe distanze con un tiro ad arco, durante il quale il paletto prende fuoco e danneggia ulteriormente i nemici. Il fuoco secondario è costituito da un lanciagranate a corta distanza. Con un po' di abilità, si può combinare le due modalità scagliando una granata e sparandole contro un paletto: l'effetto che si ottiene è un paletto esplosivo.

#### Lanciarazzi
Il fuoco primario utilizza il lanciarazzi, mentre il fuoco secondario spara con la mitragliatrice coassiale a canne rotanti. Attenzione a non usarlo in luoghi ristretti! L'esplosione non discrimina fra amici e nemici.

#### Electrodriver
Il fuoco primario lancia degli hira shuriken con frequenza di fuoco media, indicati per sopraffare i nemici un po' più resistenti senza ricorrere alla Minigun. Il fuoco secondario consente di utilizzare un elettrodo che crea un arco elettrico con il nemico più vicino. Questa modalità di fuoco è indicata per uccidere rapidamente nemici poco resistenti, ma consuma rapidamente la batteria. Si possono combinare le due modalità usando l'arco elettrico e poi sparando gli shuriken, ottenendo uno shuriken elettrificato. I nemici colpiti da questo proiettile vengono immobilizzati per un breve periodo di tempo e subiscono danno a causa della carica elettrica.

### Modalità Demone
Daniel può raccogliere e assorbire le anime dei suoi avversari uccisi, i quali scompaiono dopo qualche secondo lasciando sul terreno un'aura luminosa colorata. Raccogliendole, Daniel può rigenerare i suoi punti Salute e accumularne in più, superando i canonici cento punti con i quali parte all'inizio di ogni livello. Le anime possono essere di tre tipi:
- Verdi: rigenerano un punto salute. Sono rilasciate dalla maggior parte dei nemici.
- Dorate: rigenerano venticinque punti salute. Di solito le si trova sparse nei livelli in punti poco raggiungibili e più raramente sono disposte lungo il percorso in sostituzione dei classici Medikit.
- Rosse : rigenerano sei punti salute. Solitamente vengono rilasciate dai mostri più coriacei, come quelli che indossano armature speciali.

Raccogliendone una data quantità (che cambia a seconda del livello di difficoltà scelto), Daniel può liberare l'energia accumulata e trasformarsi in Demone. Una volta trasformato, Daniel diventa invulnerabile ma non potrà utilizzare armi, sostituendole con un singolo colpo a lunga distanza che uccide qualsiasi nemico si trovi sulla linea di tiro. La modalità dura una manciata di secondi, terminato l'effetto, Daniel torna in forma umana, riacquistando la possibilità di utilizzare le armi e le capacità normali.

### Tarocchi Neri
Oltre alle armi ordinarie e alla mutazione in Demone, Daniel può acquistare e utilizzare un certo numero di Tarocchi Neri. Queste gli conferiscono poteri demoniaci speciali e possono essere sbloccate completando i livelli seguendo delle disposizioni particolari elencate all'inizio dello stesso (uccidere tutti i nemici, terminare il livello usando un solo tipo di arma, trovare tutte le aree segrete, etc. ...). Si dividono in:
- Tarocchi Dorati:  il loro effetto dura un periodo di tempo limitato e possono essere usati una sola volta per livello. Si possono disporre massimo tre Tarocchi Dorati sulla plancia, alcuni esempi sono il Doppio Danno, la Destrezza (raddoppia la velocità di ricarica), la Resistenza (dimezza i danni subiti).
- Tarocchi Argentati:  il loro effetto è attivo permanentemente durante tutto il livello, fino a quando non sono rimossi o sostituiti da altri. Si possono disporre massimo due Tarocchi Argentati sulla plancia. Di questo tipo vi sono la Possanza (aumenta la salute massima raggiungibile, portandola a 150 punti), la Rapidità, il Cacciatore di Anime (incrementa il raggio di assorbimento delle anime).

## Aspetti tecnici
Il sistema fisico Havok gestisce le reazioni degli oggetti e degli ambienti alle azioni del giocatore. Grazie ad esso, è possibile scagliare oggetti, spostarli e sfruttarli per intralciare gli avversari., dando una certa sensazione di realismo al gioco.
Il gioco venne distribuito su 5 CD separati, e riscosse molto successo grazie alla coesistenza di elementi d'azione, grafica e sistema fisico. Laddove l'azione si rivela essere ben dosata e tenuta alta dalla varietà di scenari e di mostri, il programma si avvaleva inoltre del sistema Pain Engine capace di sfruttare diversi effetti grafici come bump mapping, e trasparenze, consentendo al contempo la presenza di molti sprite sullo schermo.

## Serie

### Painkiller: Battle Out of Hell
Battle Out of Hell, espansione del 2004 che riprende il gameplay del gioco originale. Nel disco aggiuntivo sono presenti numerose novità, incluse due nuove armi (mitra con lanciafiamme e lanciabulloni da 5 a lancio con lanciagranate da 10 granate rimbalzanti a lancio), una nuova sezione per il giocatore singolo, mappe per il multigiocatore, migliorie grafiche e patch e il potente editor con il quale creare la mappa o un intero blocco di scenari per il giocatore singolo e multigiocatore. Inoltre, il gioco, se completato alla modalità "Trauma" (Inferno), permette di sbloccare un livello segreto.
La storia riprende da dove terminava Painkiller: Daniel è intrappolato all'Inferno al termine dello scontro con Lucifero, circondato dalle orde di Alastor redivivo. La situazione è disperata, ma Daniel è irriducibile e continua a combattere per allontanare il momento in cui Alastor lo catturerà e lo condannerà alla dannazione. All'improvviso Eva, che giaceva priva di sensi ai piedi di Daniel, si riprende il tempo necessario per aprire un varco nell'Inferno. Daniel approfitta del momento di stupore dei demoni per afferrare Eva e saltare nel varco, che si richiude dietro di lui. Alastor, frustrato dalla fuga dei suoi prigionieri, incenerisce il suo seguito in un impeto di ira.
Dopo qualche istante, Eva si riprende in compagnia di Daniel, accampati da qualche parte nel Purgatorio. Daniel racconta alla donna della presa di potere di Alastor e del suo desiderio di affrontarlo e distruggerlo. Eva non può far nulla e indirizza Daniel di nuovo verso l'Inferno. Il primo posto dove cercare la strada è l'Orfanatrofio. Dopo lunghi pellegrinaggi nei recessi del Purgatorio e scontri feroci, Daniel raggiunge Alastor e lo abbatte definitivamente. Solo allora apparirà Eva e rivelerà le sue vere intenzioni: diventare lei l'unica Signora dell'Inferno. Infatti, prima che Daniel possa reagire, si avvicina al corpo senza vita di Alastor e ne assorbe i poteri. Daniel non può che assistere alla comparsa del nuovo generale delle armate infernali. Eva, invece che uccidere Daniel, gli offre di servirla senza condizioni. L'uomo rifiuta ed Eva si accinge ad abbandonarlo, ma Daniel non rinuncia a quella che è diventata la sua dannazione: impugna il fucile e si prepara ad affrontare Eva.

### Painkiller: Black Edition
Titolo europeo di Painkiller: Gold Edition (2004). Pubblicata nel 2005, è un'edizione speciale del gioco distribuita in un unico DVD-ROM, contenente l'espansione Battle Out of Hell e diversi contenuti speciali audio e video, mentre novità è stata aggiunta alle due versioni single player e multiplayer.
Tra i contenuti audio e video, c'è un filmato relativo allo sviluppo del gioco, girato all'interno degli studi di People Can Fly, e alcune interviste ai programmatori.

### Painkiller: Overdose
Un altro gioco, seguito di Painkiller, ma posizionato prima in ordine cronologico per quanto riguarda gli avvenimenti, intitolato Painkiller: Overdose, è stato pubblicato per PC il 20 ottobre 2007.

### Painkiller: Resurrection
Painkiller: Resurrection è uno spin-off della saga, pubblicato il 27 ottobre 2009. Basato su una versione migliorata del medesimo motore grafico, presenta un nuovo protagonista chiamato William "Bill" Sherman.

### Painkiller: Redemption
Painkiller: Redemption (2011) è un prodotto stand alone che ricicla il medesimo Resurection portandandolo ad un nuovo capitolo anche se si può considerare una mod non ufficiale.

### Painkiller: Hell & Damnation
Painkiller: Hell & Damnation è un ulteriore remake, sviluppato da The Farm 51 e pubblicato dalla Nordic Games il 31 ottobre 2012.

### Painkiller (2025)
Reboot sviluppato da Anshar Studios e pubblicato da 3D Realms in collaborazione con Saber Interactive, la pubblicazione per varie console e PC è stata pianificata in autunno 2025.